# PBS Kids
PBS Kids — бренд для більшості дитячих програм, що транслюються Public Broadcasting Service у США, а також назва телеканалу. Головний виконавчий директор холдингу — Паула Кергер.